# 4212 Sansyu-Asuke
4212 Sansyu-Asuke è un asteroide della fascia principale. Scoperto nel 1987, presenta un'orbita caratterizzata da un semiasse maggiore pari a 3,1556123 au e da un'eccentricità di 0,2449479, inclinata di 14,82861° rispetto all'eclittica.
L'asteroide è dedicato all'omonima località giapponese, oggi parte della città di Toyota.